# Triaeris poonaensis
Triaeris poonaensis là một loài nhện trong họ Oonopidae.
Loài này thuộc chi Triaeris. Triaeris poonaensis được B. K. Tikader & M. S. Malhotra miêu tả năm 1974.